# Gates of Heaven
| GATES OF HEAVEN           | GATES OF HEAVEN          | GATES OF HEAVEN          |
| Álbum de Do As Infinity   | Álbum de Do As Infinity  | Álbum de Do As Infinity  |
| ------------------------- | ------------------------ | ------------------------ |
| Lanzamiento               | 27 de noviembre del 2003 | 27 de noviembre del 2003 |
| Grabación                 | 2003                     | 2003                     |
| Género                    | J-Rock/J-Pop             | J-Rock/J-Pop             |
| Duración                  | 48:40                    | 48:40                    |
| Discográfica              | Avex Trax                | Avex Trax                |
| Productor(es)             | Dai Nagao, Seiji Kameda  | Dai Nagao, Seiji Kameda  |
| Calificación profesional  |                          |                          |
|                           |                          |                          |
| Cronología Do As Infinity |                          |                          |
| TRUE SONG (2002)          | GATES OF HEAVEN (2003)   | NEED YOUR LOVE (2005)    |

Gates of Heaven es el quinto álbum de estudio lanzado por la banda japonesa Do As Infinity en noviembre del año 2003.

## Información
La canción del álbum "Azayaka na Hana" es una de las primeras que fueron escritas por Ryo Owatari, años antes incluso antes de conocer a los miembros de Do As Infinity, cuando aún era miembro de su banda Pee-Ka-Boo. Más tarde Ryo grabaría esta canción nuevamente ya con su nueva banda Missile Innovation a mediados del año 2005, ya en la nueva etapa de su carrera.
Debido al tardío éxito que tuvo el sencillo del 2002 de la banda "Shinjitsu no Uta" la banda grabó una canción en chino mandarín de la canción, y fue en las versiones de este álbum que fueron lanzadas en China, Taiwán y Hong Kong.

## Lista de canciones
1. Gates of heaven
2. Honjitsu wa Seiten Nari (本日ハ晴天ナリ?   Hoy va a haber buen clima)
3. Hiiragi (柊 hīragi?,  Sagrado)
4. Azayaka na Hana (アザヤカナハナ?   Flor Brillante)
5. Mahou no Kotoba ~Would you marry me?~ (魔法の言葉 ~Would you marry me?~?   Las palabras mágicas ~¿Te casarías conmigo?~)
6. Buranko (ブランコ?)
7. D/N/A
8. Weeds
9. Field of dreams
10. Kagaku no Yoru (科学の夜?   Noche de Química)
11. Thanksgiving Day
12. Secret/Bonus track: Honjitsu wa Seiten Nari (本日ハ晴天ナリ?   Hoy va a haber buen clima) (a-nation '03 live ver.)

- Datos: Q1323628